# Bulbophyllum epibulbon
Bulbophyllum epibulbon är en orkidéart som beskrevs av Rudolf Schlechter. Bulbophyllum epibulbon ingår i släktet Bulbophyllum och familjen orkidéer. Inga underarter finns listade i Catalogue of Life.